# Elias Lutteman
Elias Lutteman, född 1 maj 1680 i Visby, Gotland, död 15 september 1742 i Visby, Gotland, var en svensk domkyrkoorganist i Visby församling.

## Biografi
Lutteman föddes 1 maj 1680 i Visby. Han var son till kyrkoherden Johan Lutteman och Maria Kräklingius. Lutteman avled 15 september 1742 i Visby.

### Familj
Lutteman gifte sig första gången 11 juni 1719 i Visby med Boel Lind (Schmidt) (död 1722).
Lutteman gifte sig andra gången 19 juni 1726 i Visby med Barbara Schmidt (1697–1759). Hon var dotter till komministern Baltzar Schmidt och Barbara Olofsdotter. De fick tillsammans barnen Maria (1727–1767), Johannes (1729–1732), Elisabeth (1729–1798), Barbara (1732–1805) och Johannes Eliae (1736–1779).